# C.C. Catch

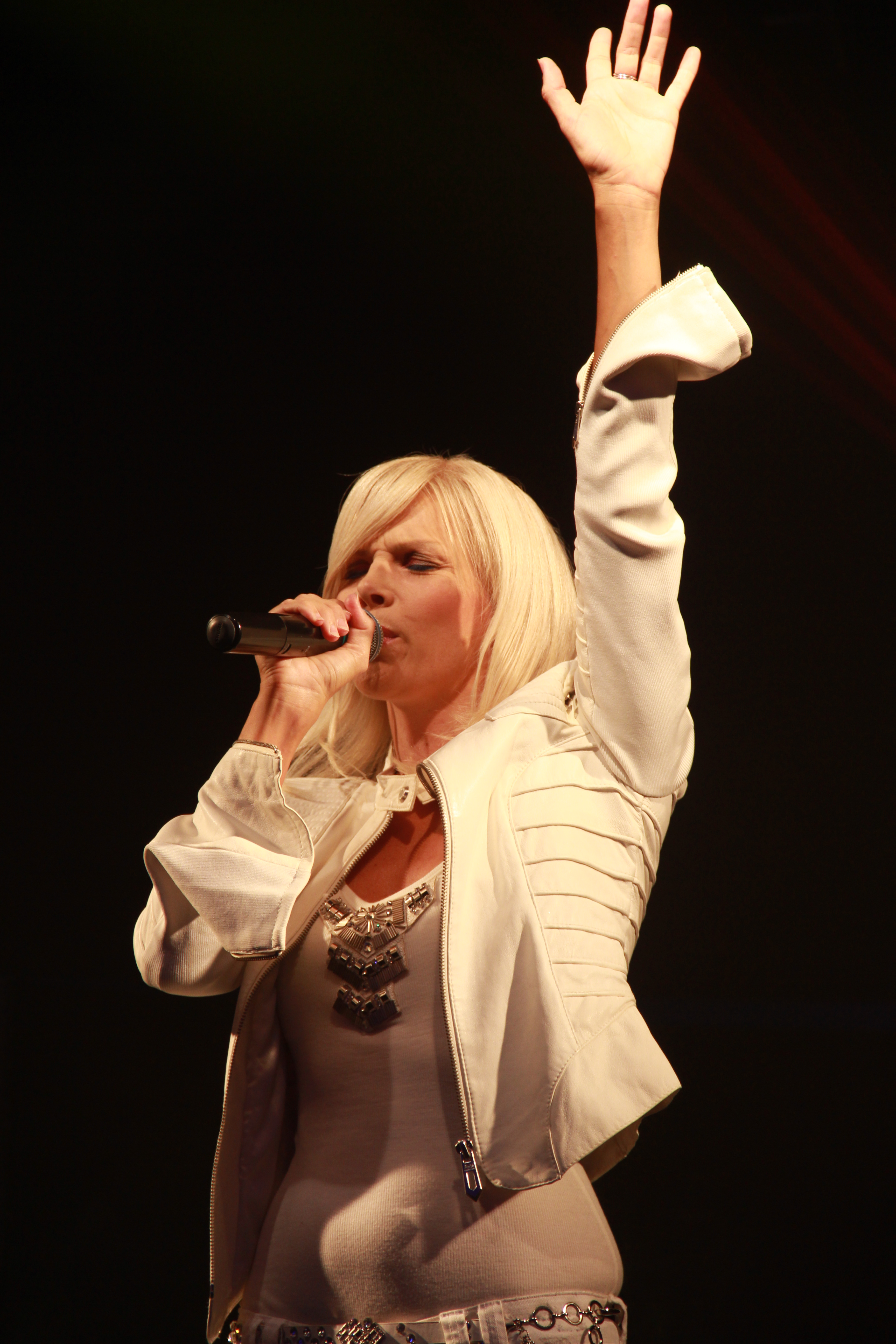
C.C. Catch (2011)

C.C. Catch, artistnamn för Caroline Catharina Müller, född 31 juli 1964 i Oss i Noord-Brabant i Nederländerna, är en nederländsk-tysk discosångerska. Hon hade framgångar under 1980-talet med singlar som Cause You Are Young, Soul Survivor, I Can Lose My Heart Tonight, House Of Mystic Light och Heartbreak Hotel.
Redan i tonåren siktade Catch in sig på att bli en framgångsrik sångerska. Uppbackad av sin familj, i synnerhet sin far, deltog hon i diverse olika talangtävlingar och blev så småningom medlem i en tysk grupp som hette Girl Group. I mitten av 1980-talet upptäcktes hon av Dieter Bohlen från den tyska gruppen Modern Talking. Han gav henne chansen att spela in en skiva, och i med det började Catchs solokarriär.
Sommaren 1985 hade hon stora framgångar med sin debutsingel, "I can lose my heart tonight". Fyra år framöver arbetade hon tillsammans med Dieter Bohlen och hade en rad hits. Därefter bröt Catch samarbetet med Bohlen och lämnade Tyskland för att bosätta sig i England. I samband med ett TV-framträdande träffade hon Wham!s och George Michaels tidigare manager Simon Napier och tillsammans med honom respektive Andy Taylor producerade hon albumet "Hear what I say" som kom ut på marknaden 1989. Innan dess gav hon också ut några singlar som hade måttlig framgång på topplistorna. Under 1990-talet fokuserade Catch mer på livets andliga sida. Hon började med yoga och liknande former av meditation men fortsatte skriva musik.
År 1998 gjorde hon comeback i musikvärlden med en remix: CC Catch - Best of 98 och fem år senare flyttade hon tillbaka till Tyskland och gav ut singeln Shake your head som sommaren 2004 blev något av en hit i Spanien där den klättrade upp till tolfte plats på den spanska listan. På det följde en längre turné i företrädesvis Europa, men även i Ryssland och USA.

## Diskografi

### Album
- 1986 Catch The Catch
- 1986 Welcome To The Heartbreak Hotel
- 1987 Like A Hurricane
- 1988 Big Fun
- 1988 Diamonds
- 1989 Hear What I Say

### Singlar
- 1985 I Can Lose My Heart Tonight
- 1985 'Cause You Are Young
- 1985 Strangers By Night
- 1986 Heartbreak Hotel
- 1986 Heaven And Hell
- 1987 Are You Man Enough
- 1987 Soul Survivor
- 1988 Backseat Of Your Cadillac
- 1988 Nothing But A Heartache
- 1988 Summer Kisses
- 1988 House Of Mystic Lights
- 1989 Baby I Need Your Love
- 1989 Good Guys Only Win In Movies
- 1989 Big Time
- 1989 Midnight Hour
- 1990 The 7-Inch Decade Remix [only Spain]
- 1998 C.C.Catch Megamix '98
- 1998 Soul Survivor '98 [only Spain]
- 1998 I Can Lose My Heart Tonight '99
- 2003 Shake Your Head
- 2004 Silence (mit Leela)

### Samlingsalbum
- 1988 Strangers By Night
- 1989 C.C. Catch: Super 20
- 1989 Classics
- 1989 Super Disco Hits
- 1990 The Decade Remix
- 1991 Backseat Of Your Cadillac
- 1994 Backseat Of Your Cadillac-Second Edition
- 1994 Super Disco Hits-Second Edition
- 1998 Best of 98
- 1999 Dance Hits and Remixes
- 2000 The Best Of C. C. Catch-The Ultimate Collection
- 2000 Heartbreak Hotel
- 2001 MTV History
- 2003 Gwiazdy XX Wieku [polish compilation]
- 2003 In The Mix
- 2005 The 80's Album
- 2005 Catch The Hits - The Ultimate Collection
- 2006 The Maxi Hit-Sensation (DJ Nonstop Mix)